# 무기화학
무기화학(無機化學, 영어: Inorganic chemistry)은 화학에서 유기화학의 여집합의 개념으로 출발한 학문이다. 유기화학이 주로 탄소-수소 결합이 포함되어 있는 화합물의 화학을 다룬다고 한다면 무기화학은 전이 금속, 희토류 금속과 이의 유기 화합물과의 반응에 주로 초점이 맞추어진 학문이다. 이 분야는 유기 화학 물질을 포함하는 무수한 유기 화합물(대개 C-H결합 화합물)을 제외한 모든 화학 화합물을 포괄한다. 유기화학의 하위 학문과 겹치는 부분이 많기 때문에 두 학문사이의 절대적인 구별은 되지 않는다. 촉매, 재료 과학, 색소, 계면활성제, 코팅, 의약품, 연료 및 농업을 포함하는 화학 산업의 모든 측면에서 응용된다.

## 주요 개념

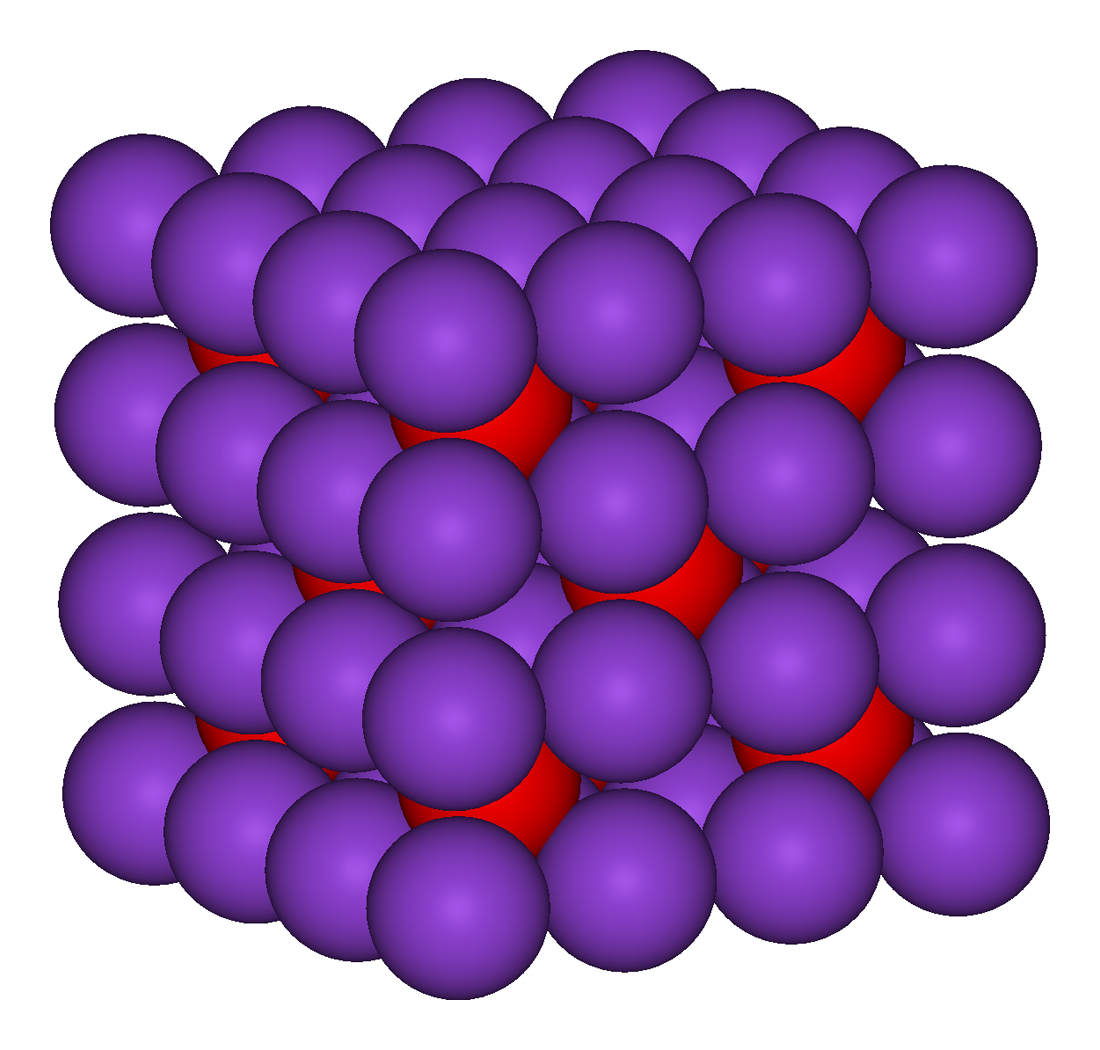
산화 포타슘(K_{2}O)의 이온 결합 모형

대부분의 무기 화합물은 양이온과 음이온이 이온 결합에 의해 결합하고 있는 염의 형태로 발견된다. 양이온의 예로는 Na+나 Mg2+ 등이 있고, 음이온의 예로는 Cl-나 O2- 등이 있다. 염은 전기적으로 중성을 띠기 때문에 이러한 이온들은 Na2O나 MgCl2와 같은 화합물의 형태로 존재한다. 이온들은 산화수를 가지며, 이온들이 화합물을 형성할 것인가는 양이온의 경우 이온 퍼텐셜, 음이온의 경우 전자 친화도로 추론할 수 있다.
무기 화합물은 크게 산화물, 탄산염, 황산염, 할로겐 화합물로 분류될 수 있다. 대다수의 무기 화합물은 높은 녹는점을 가지며, 대부분 고체 상태에서 전기적 부도체이다. 물에 대한 용해도와 결정화도 또한 무기 화합물의 중요한 특징이다. 어떠한 무기 화합물(예를 들어 NaCl)은 물에 매우 잘 용해되는 반면에, 다른 무기 화합물(예를 들어 SiO2)은 그렇지 않다.
가장 간단한 무기 반응은 복분해로, 이는 두 염을 혼합할 때 이온들이 산화수 변화 없이 치환되는 반응이다. 또다른 반응인 산화·환원 반응에서는 산화제의 산화수가 감소하고, 환원제의 산화수는 증가한다. 이러한 산화수 변화의 본질은 전자의 이동이며, 이는 전지의 반응에서와 같이 직접적으로 일어나지 않을 수도 있다. 전자의 이동은 전자 화학에서 자세히 다룬다.
반응물에 수소 이온이 있을 경우 반응은 산-염기 반응 이론에 의해 양성자를 주고 받는 방향으로 진행될 수 있다. 일반적 정의에 의하면, 전자쌍을 받으려는 경향을 가진 물질을 루이스 산이라고 하고, 반대로 전자쌍을 주려는 경향을 가진 물질을 루이스 염기라고 한다. 발전된 산-염기 반응 이론인 HSAB 이론은 이온의 극성과 크기까지 고려한다.
자연에서 무기 화합물은 광물의 형태로 발견된다. 흙에는 황철광의 형태로 황화 철이 포함되어 있을 수도 있고, 석고의 형태로 황산 칼슘이 포함되어 있을 수도 있다. 무기 화합물은 또한 생체 내에서도 발견되는데, 전해질로 사용되는 염화 나트륨이나 에너지 저장에 사용되는 ATP, DNA의 골격을 이루는 폴리인산 등이 그 예이다.
인공적으로 합성된 최초의 중요한 무기 화합물은 비료로 이용하기 위해 하버법을 통해 합성된 질산 암모늄이다. 무기 화합물은 촉매로 사용되기 위해 합성되기도 하는데, 산화 바나듐이나 염화 티타늄(Ⅲ) 등이 그 예이다. 유기 반응의 반응물로 사용할 목적으로 수소화 알루미늄 리튬을 합성하기도 한다.
무기화학의 하위 학문으로는 유기금속화학, 클러스터화학, 생물무기화학 등이 있다. 이러한 분야는 초전도체나 새로운 촉매, 의약품 개발을 목표로 하여 연구를 계속하고 있다.

### 산업에서의 무기화학
무기화학은 화학에서 굉장히 실용성이 높은 분야이다. 전통적으로, 한 나라의 경제 수준이 황산의 생산량으로 가늠되기도 한다. 캐나다, 중국, 유럽, 일본, 미국에서 가장 많이 생산되는 20개의 무기 화합물은 황산 알루미늄, 암모니아, 질산 암모늄, 황산 암모늄, 카본 블랙, 염소, 염산, 수소, 과산화 수소, 질산, 질소, 산소, 인산, 탄산 나트륨, 염소산 나트륨, 수산화 나트륨, 규산 나트륨, 황산 나트륨, 황산, 이산화 티타늄이다.(2005년 기준)

## 역사
연금술의 성과가 서적으로서 중세 유럽에 전해져, 그 박물학적 지식의 집합이 근대 화학의 기초가 되었다. 그러나 그 대부분은 무기 화합물에 관한 지식이었고, 화학 자체가 그 연구 대상에 의해 분류하고 구별할 만큼 넓은 영역을 다루지 않고 있었기 때문에, 18세기 이전의 화학은 무기화학과 같은 의미였다.
18세기 말엽부터 19세기 초에 걸쳐 발견된 유기 화합물의 종류가 증가함에 따라, 기원에 의한 물질의 분류와 연구대상에 의한 연구 영역의 구분이 시도되게 되었다. 1806년 경 스웨덴의 옌스 베르셀리우스는 유기체를 의미하는 "organ"에서 유기화학(organic chemistry)이나 유기 화합물(organic compound)이라고 하는 말을 처음으로 사용했다. 그것이 학술 용어나 학문 영역으로서 정착함에 따라, 유기화학 및 유기 화합물에 대응하는 학문 영역으로서 무기화학과 무기 화합물이라고 하는 개념이 생겨났다.
근대 무기화학은 주기율을 시작으로 하는 조성론을 중심으로 한 연구가 주가 되었다. 무기화학의 경우 그 구조론의 기원이 되는 것은 1883년에 독일의 알프레드 베르너가 제창한 배위자 이론(배위설)이다. 그 후 무기화학은 금속 착화합물을 중심으로 전개되었고, 착화합물에 대한 연구에 이어서는 무기구조화학이 확립되었다. 20세기 후반에 들어서는 전자현미경이나 X선 구조분석 등 서브 마이크로 사이즈의 물리 계측이 가능해지면서 구조론은 비약적인 발전을 보이게 되었다. 오늘날의 무기화학에 있어서는 고온 초전도 물질의 페로브스카이트상과 같은 구조론을 중심으로 한 연구가 주류가 되고 있다.

## 연구 대상
- 원소
- 물질
  - 홑원소 물질
  - 화합물
    - 염 - 탄산염, 황산염, ...

  - 광물
    - 금속
      - 합금, 야금
      - 금속 착화합물
      - 비결정질 금속

    - 유리
    - 세라믹 - 제올라이트

  - 방사성 물질
- 대기
- 물